# Cesare Borgia
Cesare Borgia (13. září 1475 Řím – 12. března 1507 Viana) byl šlechtic, vojevůdce, politik a kardinál. Pocházel z původně španělského rodu Borgia, jeho otec byl Rodrigo, pozdější papež Alexandr VI. a matka byla Vanozza de’ Catannei. Cesarova životní snaha směřovala k vytvoření silného státního celku, což se mu dočasně podařilo v téměř celé střední Itálii. K dosažení svých cílů se nebál využívat jak morálně pochybných aktivit a prostředků, tak moci svého otce, který ho dokonce vysvětil biskupem a jmenoval kardinálem. Po smrti otce byl poražen a vyhnán papežem Juliem II. a uchýlil se ke svému švagrovi, navarrskému králi Janovi III.
Cesare Borgia se stal prvním kardinálem, který na svůj úřad rezignoval (roku 1498).

## Život
Cesare (španělsky César) byl svým otcem původně určen pro církevní dráhu s cílem opětného získání papežského stolce pro rod Borgiů, zatímco jeho mladší bratr Juan (Giovanni) se měl stát vojákem a politikem. Poté, co se Cesare církevní dráhy zřekl, směřovala jeho snaha nejprve k vytvoření silného státního celku, což se mu po určitou dobu podařilo v téměř celé střední Itálii.
K dosažení svých cílů se nebál využívat jak morálně pochybných aktivit a prostředků, tak moci svého otce, který ho dokonce vysvětil biskupem a jmenoval kardinálem. Po smrti otce byl poražen a vyhnán z Itálie papežem Juliem II.

### Mládí a vzdělání
Ačkoliv vyrůstal Cesare v Itálii, měl katalánský či španělský původ jeho otce velký vliv na jeho výchovu. V rodině byla hovorovou řečí kromě italštiny též španělština. Pro výchovu jeho a jeho bratrů byli povoláni přední španělští učenci, kteří je vzdělávali v aritmetice, geometrii, hudbě a kreslení. Výuka obsahovala též francouzštinu a klasickou řečtinu a latinu. Kromě toho získal Cesare také značné fyzické schopnosti mimo jiné jako šermíř a jezdec na koni.
Ve věku 14 let začal Cesare studovat právní vědy na univerzitě v Perugii. Na podzim roku 1491 přešel na univerzitu ve městě Pisa, kde posléze získal titul doktora církevního a světského práva.

### Církevní hodnostář
Od devíti let zastával Cesare různé církevní úřady, které mu vynášely velké příjmy. V roce 1491 jej otec jmenoval biskupem ve španělské Pamploně, ačkoliv ještě nebyl vysvěcen na kněze. O rok později, ve věku 17 let, se stal arcibiskupem Valencie. V roce 1494 byl svým otcem jmenován opatem benediktinského kláštera Saint-Michel de Cuxa. Po zvolení otce papežem byl, ve věku 18 let, povýšen na kardinála.
Jako kardinál bydlel Cesare ve Vatikánu a byl rádcem a důvěrníkem svého papežského otce. V roce 1494 podnikl francouzský král Karel VIII. velké vojenské tažení do Itálie s cílem zmocnit se Království neapolského. Poté, co francouzský král bez odporu vtáhl do Říma, byli papež Alexandr VI. a jeho rádcové nuceni uchýlit se do Andělského hradu. Pod tlakem krále svolil papež k tomu, aby jeho syn Cesare doprovodil francouzské vojsko na cestě do Neapole jako papežský legát. Po dvou dnech se však Cesarovi, který byl výborným jezdcem, zdařil v noci při zastávce u Velletri v převlečení za koňského pacholka útěk a návrat do Říma pod ochranu otce.

### Voják a politik
Církevní kariéra však Cesara nijak zvlášť nepřitahovala. V roce 1497 byl Cesarův bratr Giovanni (Juan), velitel papežových vojenských jednotek v Římě, záhadně zavražděn. Podezření ze zosnování tohoto činu padlo také na Cesara, avšak nebylo nikdy prokázáno. V důsledku smrti svého bratra se Cesare v roce 1498 se svolením otce zřekl kardinálského klobouku a dal se na vojenskou a politickou dráhu, po níž odjakživa toužil.
V roce 1498 se Cesare stal vévodou z Valentinois, což bylo staré francouzské vévodství s hlavním městem Valence. V květnu 1499 se Cesare oženil s Charlottou d’Albret, sestrou krále navarrského Jana III. Cesare však brzy po svatbě svou manželku opustil a dceru, kterou mu porodila, nikdy nespatřil.
Roku 1499 se Cesare vydal na vojenské tažení proti městu Forli. Měl čelit neobyčejnému a obávanému nepříteli, jímž byla vévodkyně Caterina Sforza, která vládla tomuto území namísto zavražděného manžela. Obyvatelé Forli, kteří dlouho trpěli pod vládou této mocné ženy, byli ochotni otevřít Cesarovi brány pod podmínkou, že nechá své francouzské jednotky před hradbami města. Cesare to slíbil a vstoupil do města, za ním tam však vtáhli i jeho francouzští žoldnéři, kteří Forli vyplenili.
Cesare se po úspěšném vojenském tažení vrátil v roce 1500 do Říma v triumfálním průvodu hodném starověkého římského generála. Borgiové obnovili spojenectví s novým francouzským králem Ludvíkem XII., který chtěl s jejich pomocí opět napadnout Neapol. Cesare vytáhl do pole v říjnu 1500. Dobýval jedno italské město po druhém. Některá města se možná vzdávala ochotně sama a zbavovala se tak svých tyranských vladařů ve prospěch Cesara Borgii, který se mnohdy ukazoval jako pozoruhodně spravedlivý a úspěšný vládce. Vybíral standardní daně, udržoval veřejný pořádek, potlačoval bandity a pečoval o všeobecnou spravedlnost.
Poté se Cesare coby vévoda z Romagni a vrchní velitel papežské armády připojil k francouzskému králi a táhl proti Neapoli. Cestou obsadil Capuu a ve městě došlo k události, která při válčení v Itálii dosud nebyla běžná – bylo tam zmasakrováno 6 000 obyvatel včetně dětí a kněží. Pádem Neapole papež Alexandr VI. dočasně ovládl území svých nepřátel na jih od Říma. Cesare se vrátil do Říma a tam si tehdy počínal tak, že podle svých současníků „překonal bestialitu a divokost Nerona i Caliguly“.
Giovanni Sforza, první manžel Caesarovy sestry Lucrezie, byl brzy vyhnán z Pesara; Pandolfo Malatesta přišel o Rimini; Faenza se vzdala a její mladý vládce Astorre III. Manfredi byl později na Caesarův příkaz utopen v Tibeře. V květnu 1501 byl Caesar jmenován vévodou z Romagni. Najat Florencií, Caesar následně připojil k svým novým državám i panství Piombino.
V srpnu 1503 papež Alexandr VI. a jeho syn Cesare Borgia těžce onemocněli. Podle některých pramenů byli otráveni jedem, je však možné, že se oba nakazili malárií. Cesare sice nemoc překonal, ale otcova smrt pohřbila jeho naděje do budoucna. Nový, přes svůj pokročilý věk energický a bojovný papež Julius II. se rychle uchopil moci. Dobyl několik měst dosud ovládaných Cesarem Borgiou. Cesare se uchýlil do Neapole, kde se jeho budoucnost zdála příznivá. Jeho bezpečnost trvala ale pouze do r. 1504, kdy regent Neapolského království, vládnoucí ve jménu španělského krále, jej dal na popud nového papeže zatknout. Byl mučen a následně převezen do Španělska a uvězněn v pevnosti La Mota. Po dvou letech Cesare z tohoto vězení odvážným způsobem uprchl, když se spustil z věže na hedvábné šňůře. Dostal se nepoznán až do Pamplony, kde se spojil se svým švagrem Jeanem d´Albret, vládnoucím jako navarrský král Jan III. Byl však už jen dobrodruhem bez finančních prostředků. Bojoval ještě krátký čas ve Španělsku jako velitel žoldnéřských jednotek (Condottiere) a v roce 1507 ve věku 31 let zahynul při obléhání pevnosti Viana.
Smrtí Cesara sice rod Borgiů nezanikl, neboť Cesara přežili jeho sestra Lucrezia, nejmladší bratr Goffredo (Jofré) Juanovi potomci (mj. František Borgia) a vzdálenější příbuzní, avšak mocensky se Borgiové už nikdy nevzchopili.